# Балистичка ракета интермедијарног домета
Балистичка ракета интермедијарног домета (акр. БРИД, је врста балистичке ракете чији минимални домет износи од 3000 до максималних 5500 km, иако ова класификација може варирати зависно од организације(државе). У модерној војној терминологији, део БРИД-ова спада у ширу групубојишних балистичких ракета (до 3500 km), која такође укључује и ракете кратког домета (300 – 1000 km) односно ракете средњег домета (1000 – 3000 km). Прве балистичке пројектиле интермедијарног домета развиле су Сједињене Државе и Совјетски Савез крајем 1950-их и почетком 1960-их, а након њих и Француска, Кина и Индија. У 21. веку појавиле су се шпекулације да исте развијају и Северна Кореја, Иран и Израел, иако таква нагађања нису ни службено потврђена ни доказана тестирањима.

## Примерци БРИД-ова
Бивши и оперативни
- Индија Агни-III (3500 – 5000 km)
- Индија Агни-IV (4000 km)
- Кина ДФ-3A (3300 km)
- Кина ДФ-25 (3200 km)
- Кина ДФ-26 (3500 – 4000 km)
- САД УГМ-73 Посејдон (5000 km)
- Француска С3 (3500 km)
- САД ПГМ-17 Тор(3700 km)
- СССР Р-14 (3700 km)
- СССР РСД-10(5500 km)

Шпекулације
- Израел Јерихон-3 (4850 km)
- Северна Кореја БМ25 Мусудан (4000 km)
- Иран Шахаб-5 (3500 – 4300 km)
- Иран Шахаб-6 (+5500 km)

## Врсте
- Балистичка ракета кратког домета
- Балистичка ракета средњег домета
- Интерконтинентална балистичка ракета